# Arte fractal

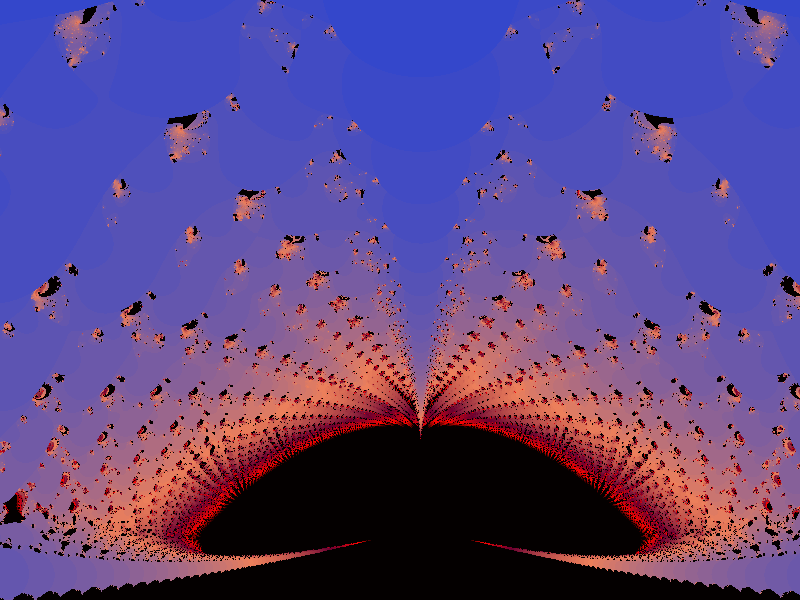
Fractal gerado por computador

'Arte fractal é a criada utilizando-se funções matemáticas chamadas fractais e transformando os resultados dos cálculos em imagens, animações, música ou outro tipo de mídia. Imagens fractais são os gráficos resultante dos cálculos, e animações são seqüências desses gráficos. Música fractal transforma os resultados do cálculo em sons. Geralmente, mas não exclusivamente, utilizam-se computadores para processá-los, devido à complexidade da matemática envolvida.

## Classificação
Existem quatro categorias relevantes de arte fractal, divisão baseada no tipo de matemática envolvida no processo, onde o nome normalmente aparece associado ao do matemático que a desenvolveu:

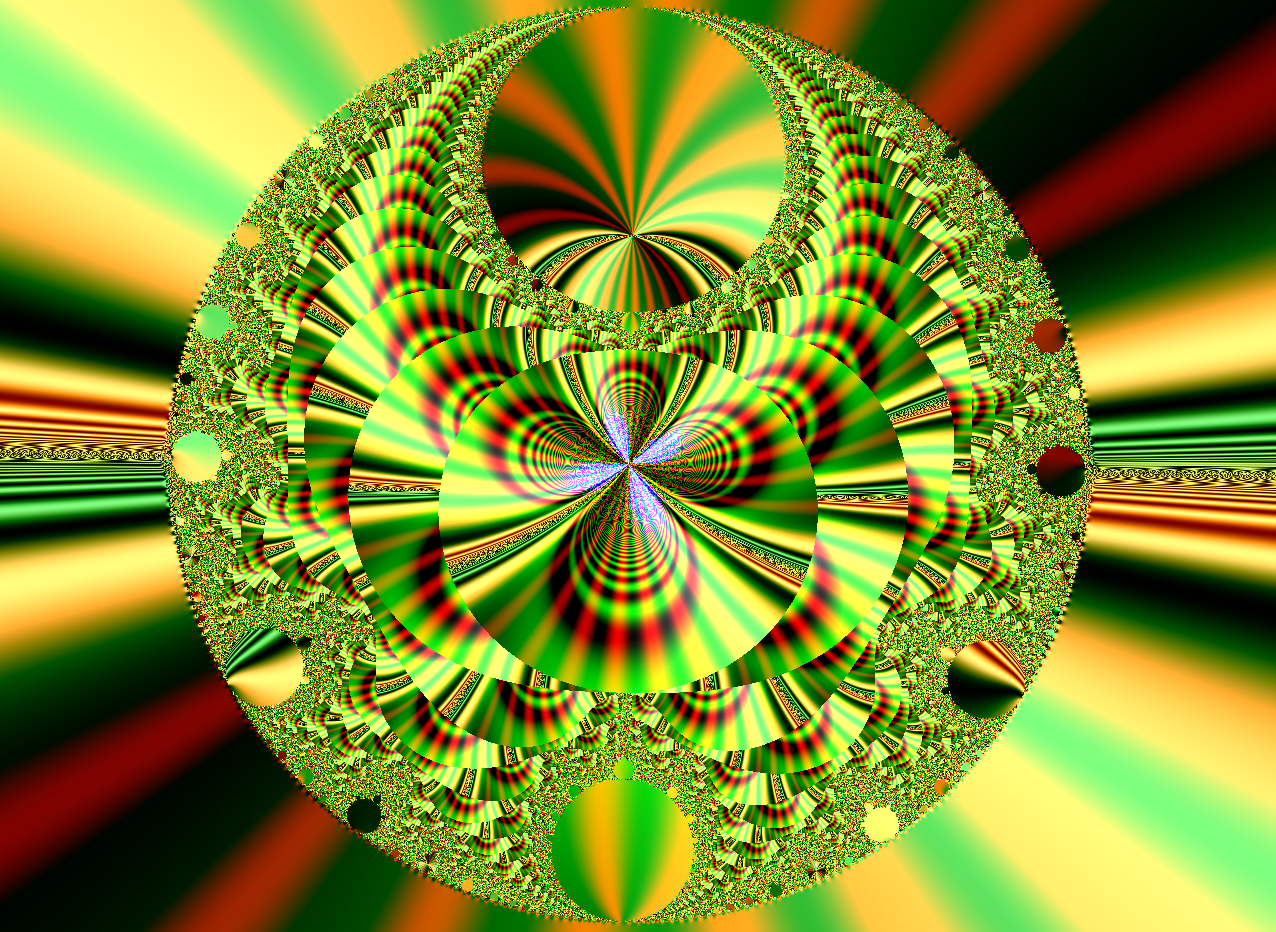
Experimento com fractal de Mandelbrot

- Aquela onde cada ponto do gráfico pode ser determinado pela aplicação interativa de uma função simples (Exemplos são o conjunto de Mandelbrot, o fractal de Lyapunov e o fractal do navio queimando);
- Aquela onde existe uma regra de substituição geométrica (Exemplos incluem a poeira de Cantor, o triângulo de Sierpinski, a esponja de Menger e o floco de neve de Koch);
- Aquela criada com sistemas fractais interativos (Exemplo, as chamas fractais);
- Aquela gerada por processos com razão aleatória, em vez de processos deterministas (Como as paisagens fractais)

Fractais dos quatro tipos tem sido utilizados como base de arte e animação digital. Começando com detalhes bidimensionais, os fractais encontram aplicações artísticas variadas, como gerar texturas, simulação de vegetação e confecção de paisagens. Podem então evoluir para representações tridimensionais complexas. Na música, sons baseados em fractais são surpreendentemente realistas e parecem mais capazes de produzir sons parecidos com os  naturais que outros processos artificiais.

## Paleta de curvas
Sendo um tipo de arte que usa basicamente o computador como suporte primário, não o admirou-se que a Internet seja o maior repositor deste tipo de arte. São particularmente interessante também as relações entre fractais e a chamada seqüência de Fibonacci e a proporção áurea (Φ), tão cara os artistas da Antiguidade clássica e do Renascimento. Com fractais aplicado o conhecimento o funcionamento do universos calculados com potente computadores podemos só simular o nascimento de mundo o crescimento celular do DNA, mas pode o artista usar sua sensibilidade parar selecionar na nova paletas eletrônica as imagens ou sons deseja para representar sua arte. Assim sendo chamada arte fractal as coisas que se fazem o matemático sendo assim os pontos eletrônico interferindo no funcionamentos dos computador, que realizam o trabalho que os humanos não conseguem fazer.